# Gueswendé Sawadogo
Gueswendé Sawadogo (* 31. Dezember 1977) ist ein burkinischer Radrennfahrer.
Gueswendé Sawadogo wurde 2003 einmal Etappendritter bei der Tour du Faso. In der Saison 2005 wurde er auf dem dritten Teilstück der Boucle du Coton Zweiter und konnte am Ende die Gesamtwertung für sich entscheiden. 2008 wurde er wieder Erster der Gesamtwertung bei der Boucle du Coton. Außerdem wurde er 2008 Fünfter im Straßenrennen der burkinischen Meisterschaft hinter dem Sieger Abdul Wahab Sawadogo.

## Erfolge
2005
- Gesamtwertung Boucle du Coton

2008
- Gesamtwertung Boucle du Coton